# 最有効使用
最有効使用（さいゆうこうしよう）とは、ある不動産の効用が最高度に発揮される可能性に最も富む使用方法をいう。この場合の最有効使用は、現実の社会経済情勢の下で客観的にみて、良識と通常の使用能力を持つ人による合理的かつ合法的な最高最善の使用方法に基づくものである。
不動産の価格は、この最有効使用を前提として把握される価格を標準として把握されるため、不動産鑑定評価等不動産の価格を求める場合には、最有効使用の判定が重要である。
本項目では、基本的に不動産鑑定評価基準による。

## 最有効使用の判定
価格形成要因を分析して、最有効使用を判定する。
不動産鑑定評価基準においては、価格形成要因の変動の過程を分析することの必要性（「変動の原則」）、追加投資の適否の判定が必要となる場合（「寄与の原則」）、土地・建物等の不動産の構成要素が均衡を得ているかどうか、その不動産が環境に適合しているかを分析することの必要性（「均衡の原則」「適合の原則」）、さらに、留意すべき事項として7点挙げられている（詳細は不動産鑑定評価基準総論第4章、第6章を参照されたい）。特に、最有効使用が一般にその不動産の存する地域の制約下にある一方で、地域の変化が著しい地域（見込地、移行地等）における転換、移行の時期等の予測、商業地域にある土地の位置、規模、環境等による多様な用途（共同住宅、ホテル等）の想定可能性、地域経済や都市構造等の変化に伴う使用方法の変化の可能性などである。さらに、土地建物一体の場合に既に存する建物の用途の制約を受けるために更地としての最有効使用と異なることがあることなどから、建物及びその敷地の評価においては、建物の用途を転換し、又は建物の構造等を改造して使用することや、建物を取り壊すことが最有効使用と認められる場合がある。
不動産鑑定評価においては、「鑑定評価額の決定の理由の要旨」として「最有効使用の判定に関する事項」を明らかにしなければならない。

## 現実の使用方法
現実には必ずしも最有効使用に基づくものではなく、不合理な又は個人的な事情による使用方法のために、当該不動産が十分な効用を発揮していない場合がある。一方、特殊な能力に起因する高収益利用も現実にあるが、これも最有効使用には該当しない。

また、多数の不動産を利用する企業における不動産使用は、企業価値の最大化を目的とするCRE戦略の観点からの検討もある。